# Upper Austria Ladies Linz 2020
L'Upper Austria Ladies Linz 2020 è stato un torneo di tennis giocato sul cemento indoor. È stata la 34ª edizione dell'Upper Austria Ladies Linz, che fa parte della categoria WTA International nell'ambito del WTA Tour 2020. Si è giocato alla TipsArena di Linz, in Austria, dal 9 al 15 novembre 2020.

## Partecipanti al singolare

### Teste di serie
| Nazionalità | Giocatore              | Ranking* | Testa di serie |
| ----------- | ---------------------- | -------- | -------------- |
| Bielorussia | Aryna Sabalenka        | 11       | 1              |
| Belgio      | Elise Mertens          | 21       | 2              |
| Ucraina     | Dajana Jastrems'ka     | 29       | 3              |
| Russia      | Ekaterina Aleksandrova | 33       | 4              |
| Russia      | Veronika Kudermetova   | 46       | 5              |
| Argentina   | Nadia Podoroska        | 48       | 6              |
| Svizzera    | Jil Teichmann          | 57       | 7              |
| Stati Uniti | Bernarda Pera          | 61       | 8              |

* Ranking al 26 ottobre 2020.

### Altre partecipanti
Le seguenti giocatrici hanno ricevuto una Wild card per il tabellone principale:
- Julia Grabher
- Barbara Haas
- Vera Zvonarëva

Le seguenti giocatrici sono passate dalle qualificazioni:

- Océane Dodin
- Jana Fett
- Anhelina Kalinina
- Tereza Martincová
- Harmony Tan
- Stefanie Vögele

La seguente giocatrice è entrata in tabellone come lucky loser:
- Katarina Zavac'ka

### Ritiri
Prima del torneo
- Anna Blinkova → sostituita da  Aljaksandra Sasnovič
- Jennifer Brady → sostituita da  Jasmine Paolini
- Alizé Cornet → sostituita da  Varvara Gračëva
- Anna-Lena Friedsam → sostituita da  Katarina Zavac'ka
- Anett Kontaveit → sostituita da  Marta Kostjuk
- Christina McHale → sostituita da  Tamara Zidanšek
- Elena Rybakina → sostituita da  Sorana Cîrstea
- Patricia Maria Țig → sostituita da  Viktória Kužmová
- Markéta Vondroušová → sostituita da  Barbora Krejčíková
- Heather Watson → sostituita da  Anna-Lena Friedsam

Durante il torneo
- Océane Dodin
- Julia Grabher
- Tereza Martincová

## Partecipanti al doppio

### Teste di serie
| Nazione     | Giocatore          | Nazione   | Giovatore           | Ranking* | Testa di serie |
| ----------- | ------------------ | --------- | ------------------- | -------- | -------------- |
| Rep. Ceca   | Lucie Hradecká     | Rep. Ceca | Kateřina Siniaková  | 42       | 1              |
| Canada      | Gabriela Dabrowski | Russia    | Vera Zvonarëva      | 51       | 2              |
| Romania     | Irina Bara         | Spagna    | Sara Sorribes Tormo | 165      | 3              |
| Paesi Bassi | Arantxa Rus        | Slovenia  | Tamara Zidanšek     | 174      | 4              |

* Ranking aggiornato al 26 ottobre 2020.

### Altre partecipanti
Le seguenti coppie hanno ricevuto una wildcard per il tabellone principale:
- Mira Antonitsch /  Julia Grabher
- Jodie Burrage /  Sabine Lisicki

### Ritiri
Durante il torneo
- Dajana Jastrems'ka
- Xenia Knoll
- Sabine Lisicki

## Punti e montepremi
| Torneo              | V        | F        | SF      | QF      | 2T      | 1T      | Q    | Q2      | Q1    |
| Singolare           | 280      | 180      | 110     | 60      | 30      | 1       | 18   | 12      | 1     |
| Premi in denaro ($) | $ 20 161 | $ 11 290 | $ 7 016 | $ 4 032 | $ 2 540 | $ 1 855 | N.D. | $ 1 359 | $ 887 |
| Doppio              | 280      | 180      | 110     | 60      | N.D.    | 1       | N.D. | N.D.    | N.D.  |
| Premi in denaro ($) | $ 7 258  | $ 4 032  | $ 2 606 | $ 1 598 | N.D.    | $ 1 226 | N.D. | N.D.    | N.D.  |

## Campionesse

### Singolare
Aryna Sabalenka ha sconfitto in finale  Elise Mertens con il punteggio 7-5, 6-2.
- È il nono titolo in carriera per Sabalenka, il terzo della stagione.

### Doppio
Arantxa Rus /  Tamara Zidanšek hanno sconfitto in finale  Lucie Hradecká /  Kateřina Siniaková con il punteggio di 6-3, 6-4.